# Signifik
Signifik (engl. significs) ist ein von Lady Welby eingeführter Fachausdruck der Sprachphilosophie.
Bei significs handelt es sich sowohl um eine wissenschaftliche Disziplin für die Untersuchung von menschlicher Sprache als auch um eine Bezeichnung eines Kreises von Wissenschaftlern (besonders in den Niederlanden: Signifische Kring), die in diesem Sinne arbeiteten.
Mit der Unterscheidung zwischen Sinn, Bedeutung und Bedeutsamkeit wurde ein begriffliches Hilfsmittel für die Signifik geschaffen. In einer Sprachreform sollen Metaphern, die zu Missverständnissen führen, durch neugeschaffene Ausdrücke ersetzt werden, um die Plastizität der Sprache zu verdeutlichen.
Bedeutend wurde ein Briefwechsel zwischen Lady Welby und Charles Sanders Peirce von 1903 bis 1911 über die Signifik. Sie kann als eine pragmatisch fundierte Semiotik verstanden werden.
Auch durch die Gespräche zwischen Welby und Frederik van Eeden wurde die Signifik allgemein bekannt und über Gerrit Mannoury wurde sie zu einer besonderen philosophischen Richtung in den Niederlanden. 1917 wurde die Nederlandsche Signifische Beweging (Dutch Significs Group) von van Eeden gegründet, zu der neben Mannoury auch L. E. J. Brouwer, Evert Willem Beth und viele andere gehörten.